# Ingrid Kristiansen
Ingrid Kristiansen (dekliški priimek Christensen), norveška atletinja, * 21. marec 1956, Trondheim, Norveška.
Nastopila je na poletnih olimpijskih igrah v letih 1984 in 1988, leta 1984 je osvojila četrto mesto v maratonu. Na svetovnih prvenstvih je osvojila naslov prvakinje v teku na 10000 m leta 1987 in bronasto medaljo v teku na 3000 m leta 1980, na evropskih prvenstvih pa naslov prvakinje v teku na 10000 m leta 1986 in bronasto medaljo v maratonu leta 1982. Štirikrat je osvojila Londonski maraton, trikrat Stockholmski maraton, dvakrat Bostonski maraton ter po enkrat Chicaški maraton in Newyorški maraton. Po dvakrat je postavila svetovni rekord v teku na 5000 m in svetovni rekord v teku na 10000 m ter enkrat svetovni rekord v maratonu.